# Sexo/Vida
Sexo/Vida (estilizado como SEXO/VIDA, en inglés: Sex/Life) es una serie de televisión web de comedia dramática estadounidense desarrollada por Stacy Rukeyser para Netflix. La serie está basada en la novela 44 Chapters About 4 Men de B.B. Easton. Se estrenó el 25 de junio de 2021. En abril de 2023, la serie fue cancelada tras dos temporadas.

## Premisa
Descrito como lo que sucede cuando "una madre suburbana con dos hijos hace un viaje cargado de fantasía por el carril de los recuerdos que pone a su presente muy casado en un curso de colisión con su pasado de niña salvaje".

## Reparto y personajes

### Principal
- Mike Vogel como Cooper Connelly
- Sarah Shahi como Billie Connelly
- Adam Demos como Brad Simon
- Margaret Odette como Sasha Snow

### Recurrente
- Jonathan Sadowski como Devon
- Meghan Heffern como Caroline
- Amber Goldfarb como Trina
- Li Jun Li como Francesca

## Episodios
| Temporada | Temporada | Episodios | Episodios | Lanzamiento original | Lanzamiento original |
| --------- | --------- | --------- | --------- | -------------------- | -------------------- |
|           | 1         | 8         | 8         | 24 de junio de 2021  | 24 de junio de 2021  |
|           | 2         | 6         | 6         | 2 de marzo de 2023   | 2 de marzo de 2023   |

### Temporada 1 (2021)
| N.º en serie | N.º en temp. | Título                                 | Dirigido por      | Escrito por       | Fecha de lanzamiento original |
| ------------ | ------------ | -------------------------------------- | ----------------- | ----------------- | ----------------------------- |
| 1            | 1            | «The Wives Are in Connecticut»         | Patricia Rozema   | Stacy Rukeyser    | 24 de junio de 2021           |
| 2            | 2            | «Down in the Tube Station at Midnight» | Patricia Rozema   | Stacy Rukeyser    | 24 de junio de 2021           |
| 3            | 3            | «Empire State of Mind»                 | Jessika Borsiczky | Jordan Hawley     | 24 de junio de 2021           |
| 4            | 4            | «New New York»                         | Jessika Borsiczky | Jessika Borsiczky | 24 de junio de 2021           |
| 5            | 5            | «The Sound of the Suburbs»             | Samira Radsi      | Jamie Dennig      | 24 de junio de 2021           |
| 6            | 6            | «Somewhere Only We Know»               | Samira Radsi      | Resheida Brady    | 24 de junio de 2021           |
| 7            | 7            | «Small Town Saturday Night»            | Sheree Folkson    | Kimberly Karp     | 24 de junio de 2021           |
| 8            | 8            | «This Must Be the Place»               | Sheree Folkson    | Stacy Rukeyser    | 24 de junio de 2021           |

### Temporada 2 (2023)
| N.º en serie | N.º en temp. | Título                | Dirigido por      | Escrito por                    | Fecha de lanzamiento original |
| ------------ | ------------ | --------------------- | ----------------- | ------------------------------ | ----------------------------- |
| 9            | 1            | «Welcome to New York» | Jessika Borsiczky | Stacy Rukeyser                 | 2 de marzo de 2023            |
| 10           | 2            | «Georgia on My Mind»  | Jessika Borsiczky | Jai Tiggett                    | 2 de marzo de 2023            |
| 11           | 3            | «Seasons of Love»     | Jessika Borsiczky | Jamie Dennig                   | 2 de marzo de 2023            |
| 12           | 4            | «The Weakness in Me»  | Rachel Raimist    | Kimberly Karp                  | 2 de marzo de 2023            |
| 13           | 5            | «Future Starts Today» | Sheree Folkson    | Jordan Hawley y Maria Maggenti | 2 de marzo de 2023            |
| 14           | 6            | «Heavenly Day»        | Sheree Folkson    | Stacy Rukeyser                 | 2 de marzo de 2023            |

## Producción

### Desarrollo
El 19 de agosto de 2019, se anunció que Netflix le había dado a la producción un pedido de serie para una primera temporada que constaba de ocho episodios. La serie fue desarrollada por Stacy Rukeyser, quien también se esperaba que fuera productora ejecutiva junto a Stacy, B.B. Easton, J. Miles Dale y Larry Robins.

### Casting
El 30 de enero de 2020, se anunció que Sarah Shahi fue elegida para encabezar la serie. Un mes después, el 5 de marzo de 2020, se informó que Mike Vogel, Adam Demos y Margaret Odette fueron elegidos para los papeles protagónicos.

### Rodaje
La fotografía principal de la serie estaba originalmente programada para comenzar en la primavera de 2020, pero luego se pospuso debido a la pandemia de COVID-19. La filmación de la serie comenzó el 31 de agosto de 2020 y terminó el 9 de diciembre de 2020 en Mississauga, Canadá.

## Recepción

### Comentarios de la crítica
En el portal de internet Rotten Tomatoes la serie posee una aprobación del 25%, basado en 20 reseñas, con una puntuación de 5.83/10. El consenso de los críticos dice que: «Sofocando sus ideas más provocativas con interludios tórridos y escritos melodramáticos, este drama erótico está demasiado obsesionado con el sexo como para cobrar vida». La página Metacritic, le ha otorgado a la serie una puntuación de 46 sobre 100, basado en 10 reseñas, lo cual indica "reseñas mixtas".